# ArtistShare
ArtistShare, fondée en 2001 (lancée en 2003) par l'américain Brian Camelio, est la première plateforme de financement participatif apparue sur le Web,,. Réservé principalement aux musiciens et compositeurs de musique jazz, ArtistShare fonctionne aussi comme un label, permettant au créateur de financer son projet grâce au soutien du grand public. En échange, ce dernier a non seulement accès au produit fini (sous forme de CD, de fichiers mp3, de partitions..., selon le projet souscrit) mais aussi à toutes sortes de documents disponibles au long de l'avancée du processus créatif de l'artiste jusqu'à la réalisation finale : documents et photos, vidéos explicatives, séances filmées de répétition, discussions avec ses musiciens...).
Selon Bloomberg News, Brian Camelio, a fondé ArtistShare avec cette idée que les fans pourraient financer le coût d'albums uniquement diffusés sur la plateforme (on ne les trouve pas en magasin), assurant aux créateurs une bien meilleure protection de leurs droits d'auteurs et des contrats bien plus favorables que ceux dispensés habituellement par les maisons de disque. ArtistShare a été décrit en 2005 comme un « modèle économique complètement nouveau pour les artistes créateurs » qui « bénéficient à la fois à l'artiste et à ses fans par la réalisation de projets nouveaux et originaux, tout en construisant une base loyale et solide de fans pour l'artiste ».

## Histoire
Fondée en 2001 et lancée en 2003, ArtistShare a été citée comme la première plateforme de financement participatif étant apparue sur l'Internet.
À ce jour, 7 des projets d'ArtistShare ont reçu un Grammy awards (comptabilisant ainsi en tout 10 Grammy Awards sachant qu'un des projets en a remporté 3), et 20 projets ont été nommés en compétition pour un Grammy.
En 2005, Concert in the Garden de la compositrice américaine Maria Schneider a été le premier album dans l'histoire des Grammy Awards à gagner un Grammy sans être disponible chez un disquaire. Cet album, qui a été le premier projet diffusé par Artistshare, a reçu 4 nominations cette année-là et gagna le Grammy comme Meilleur album d'un big band jazz,. Maria Schneider déclarait alors : « À l'époque où j'ai décidé de lancer ce projet d'album, aucune compagnie dans l'industrie ne proposait une telle ampleur. ArtistShare, dirigé par Brian Camelio, a fait plus pour changer cette industrie au profit de l'artiste que n'importe qui à ce jour. ».
De son côté, le guitariste Trey Anastasio décrit ArtistShare comme étant « très probablement le futur de l'industrie musicale ».
En mai 2013, ArtistShare réalise un partenariat avec le label de jazz Blue Note Records Blue Note/ArtistShare, forgée par Brian Camelio et Bruce Lundvall, et Don Was (ce dernier étant président de Blue Note Records). Dans le communiqué de presse émanant de Blue Note, on peut lire : « Brian Camelio fontateur d'ArtistShare est un réel visionnaire. Le modèle ArtistShare peut être vu comme un des composants clé de l'industrie musicale. »

## Prix
En 2014 ArtistShare comptait déjà 6 de ses projets ayant reçu un Grammy Awards (comptabilisant ainsi en tout 9 Grammy Awards sachant qu'un des projets en a remporté 3), et 18 projets une nomination aux Grammy.
En 2005, Maria Schneider reçoit un Grammy Award comme Meilleur album d'un big band jazz pour son album Concert in the Garden.
En 2006, le compositeur américain Billy Childs remporte un Grammy Award Meilleure composition instrumentale pour son morceau Into the Light de l'album Artishare Lyric,.
En 2007, le trompettiste Brian Lynch  remporte un Grammy Award comme Meilleur album de Latin jazz avec son disque Simpático (The Brian Lynch/Eddie Palmieri Project,.
En 2008, Maria Schneider remporte un Grammy Award de la Meilleure composition instrumentale avec son morceau Cerulean Skies issu de son album ArtistShare Sky Blue.
En 2010, le pianiste de jazz Geoffrey Keezer reçoit une nomination comme Meilleur enregistrement de Latin jazz pour son album ArtistShare Aurea and les Clayton Brothers reçoivent une nomination comme Meilleur enregistrement de jazz intrumental pour leur album ArtistShare Brother to Brother.
En 2011, Billy Childs remporte un Grammy pour la Meilleure composition instrumentale avec le morceau The Path Among the Trees de l'album Artitshare Autumn: In Moving Pictures.
En 2012, la chanteuse sud-coréenne Yeahwon Shin, vivant aux États-Unis, a reçu une nomination aux Grammy comme Meilleur album MPB (Musique populaire brésilienne) lors des 12e Latin Grammy Awards.
Les autres nominations dans cette catégorie ont été :  Caetano Veloso, Milton Nascimento, Djavan and Mônica Salmaso.
En 2013, l'arrangement How About You de l'album The Gil Evans Project:Centennial remporte un Grammy Award pour la Meilleure composition intrumentale.
En 2014, l'album Winter Morning Walks de Maria Schneider avec la soprano Dawn Upshaw a remporté trois Grammy Awards dans les catégories a) meilleures compositions, b) meilleur solo vocal, c) meilleures prise de son et production.
En 2016, l'album The Thompson Fields de Maria Schneider remporte un Grammy Award dans la catégorie Grand ensemble de jazz.